# ディートリヒ・トゥーラウ
ディートリヒ・トゥーラウ（Dietrich Thurau、1954年11月9日 - ）は、ドイツ、フランクフルト出身の元自転車競技選手。

## 経歴
ロードレースとトラックレースの両方で長年に亘って活躍。
1977年にツール・ド・フランスで新人賞。1979年にリエージュ〜バストーニュ〜リエージュ優勝、ドイツ・ツアー総合優勝を果たした。また6日間レースでは通算29勝を挙げた。
一方、1980年シーズンにおいて、3回に亘りドーピング陽性反応が確認された他、通算で5回、ドーピング違反を行った。

## 主な戦績
1974年
- トラックレース世界選手権・団体追い抜き 優勝
- ルント・ウム・ケルン 優勝

1975年、プロ転向。
- グランプリ・ド・フルミー 優勝
- ツール・ド・ピカルディ 総合優勝
- 西ドイツ選手権
  - 個人ロードレース 優勝
  - 個人追い抜き 優勝
- ベルリン6日間レース 優勝（+ パトリック・セルキュ）

1976年
- ブエルタ・ア・エスパーニャ
  - ポイント賞
  - 区間5勝（プロローグ、第9、16、18、19）
- 西ドイツ選手権
  - 個人ロードレース 優勝
  - 個人追い抜き 優勝
- ベルリン6日間レース 優勝（+ ギュンター・ハリッツ）
- フランクフルト6日間レース 優勝（+ ギュンター・ハリッツ）

1977年
- ツール・ド・フランス
  - 新人賞
  - 区間5勝（プロローグ、第2、5、16、22a）
- E3プライス・フラーンデレン 優勝
- グロサー・プライス・デス・カントン・アールガウ 優勝
- ブエルタ・ア・アンダルシア 総合優勝
- ロードレース世界選手権・プロロード 2位
- ドルトムント6日間レース 優勝（+ ユルゲン・チャン）
- フランクフルト6日間レース 優勝（+ ユルゲン・チャン）

1978年
- ジロ・デ・イタリア 区間2勝（プロローグ、第4）
- チューリッヒ選手権 優勝
- スヘルデプライス 優勝
- エトワール・ド・ベセージュ 総合優勝
- ベルリン6日間レース 優勝（+ パトリック・セルキュ）
- フランクフルト6日間レース 優勝（+ パトリック・セルキュ）
- グルノーブル6日間レース 優勝（+ パトリック・セルキュ）
- リエージュ〜バストーニュ〜リエージュ 2位

1979年
- リエージュ〜バストーニュ〜リエージュ 優勝
- ドイツ・ツアー 総合優勝
- ブエルタ・ア・アンダルシア 総合優勝
- ツール・ド・フランス 区間1勝（第19）
- ロードレース世界選手権・プロロード 2位
- ベルリン6日間レース 優勝（+ パトリック・セルキュ）
- ドルトムント6日間レース 優勝（+ パトリック・セルキュ）
- ミュンヘン6日間レース 優勝（+ パトリック・セルキュ）

1981年
- ベルリン6日間レース 優勝（+ グレゴール・ブラウン）
- フランクフルト6日間レース 優勝（+ グレゴール・ブラウン）
- チューリッヒ6日間レース 優勝（+ アルベルト・フリッツ）

1982年
- 西ドイツ選手権・マディソン 優勝（+ アルベルト・フリッツ）

1983年
- ジロ・デ・イタリア 総合5位
- フランクフルト6日間レース 優勝（+ アルベルト・フリッツ）
- ケルン6日間レース 優勝（+ アルベルト・フリッツ）
- マーストリヒト6日間レース 優勝（+ アルベルト・フリッツ）

1984年
- ブレーメン6日間レース 優勝（+ アルベルト・フリッツ）
- コペンハーゲン6日間レース 優勝（+ アルベルト・フリッツ）

1985年
- ケルン6日間レース 優勝（+ ダニー・クラーク）

1986年
- ブレーメン6日間レース 優勝（+ ヨーゼフ・クリステン）
- ミュンヘン6日間レース 優勝（+ ダニー・クラーク）
- マーストリヒト6日間レース 優勝（＋ レネ・パイネン）

1987年
- ベルリン6日間レース 優勝（+ ウース・フローラー）
- ブレーメン6日間レース 優勝（+ ダニー・クラーク）
- ケルン6日間レース 優勝（+ レネ・パイネン）
- ミュンヘン6日間レース 優勝（+ ウース・フローラー）
- チューリッヒ6日間レース 優勝（+ ウース・フローラー）

1988年
- シュトゥットガルト6日間レース 優勝（＋ ロマン・ヘルマン）